# Rodgers Kola
Rodgers Kola (Lusaka, 4 luglio 1989) è un calciatore zambiano, attaccante dello Zanaco.